# Château des Chauveaux
Le château des Chauveaux, ou château des Chauvaux, est un château français implanté sur la commune de Douzillac dans le département de la Dordogne, en région Nouvelle-Aquitaine.
Le château était le 1er janvier 2021 à voir dans "ik vertrek", une émission de télévision néerlandaise. Emmy Postma montre ici comment elle rénove le château. Elle souhaite en faire un bed and breakfast, qui peut déjà être réservé dès maintenant.

## Présentation
Le château des Chauveaux se situe à l'ouest du département de la Dordogne, un kilomètre à l'est du bourg de Douzillac, entre la route départementale 3 et la ligne de chemin de fer Coutras - Tulle. C'est une propriété privée.
Il se présente sous la forme d'un logis qu'encadrent deux tours octogonales. À la fin de sa vie, Philippe Maine, héros du siège de Sébastopol et de la bataille de Camerone, y vécut.

## Galerie

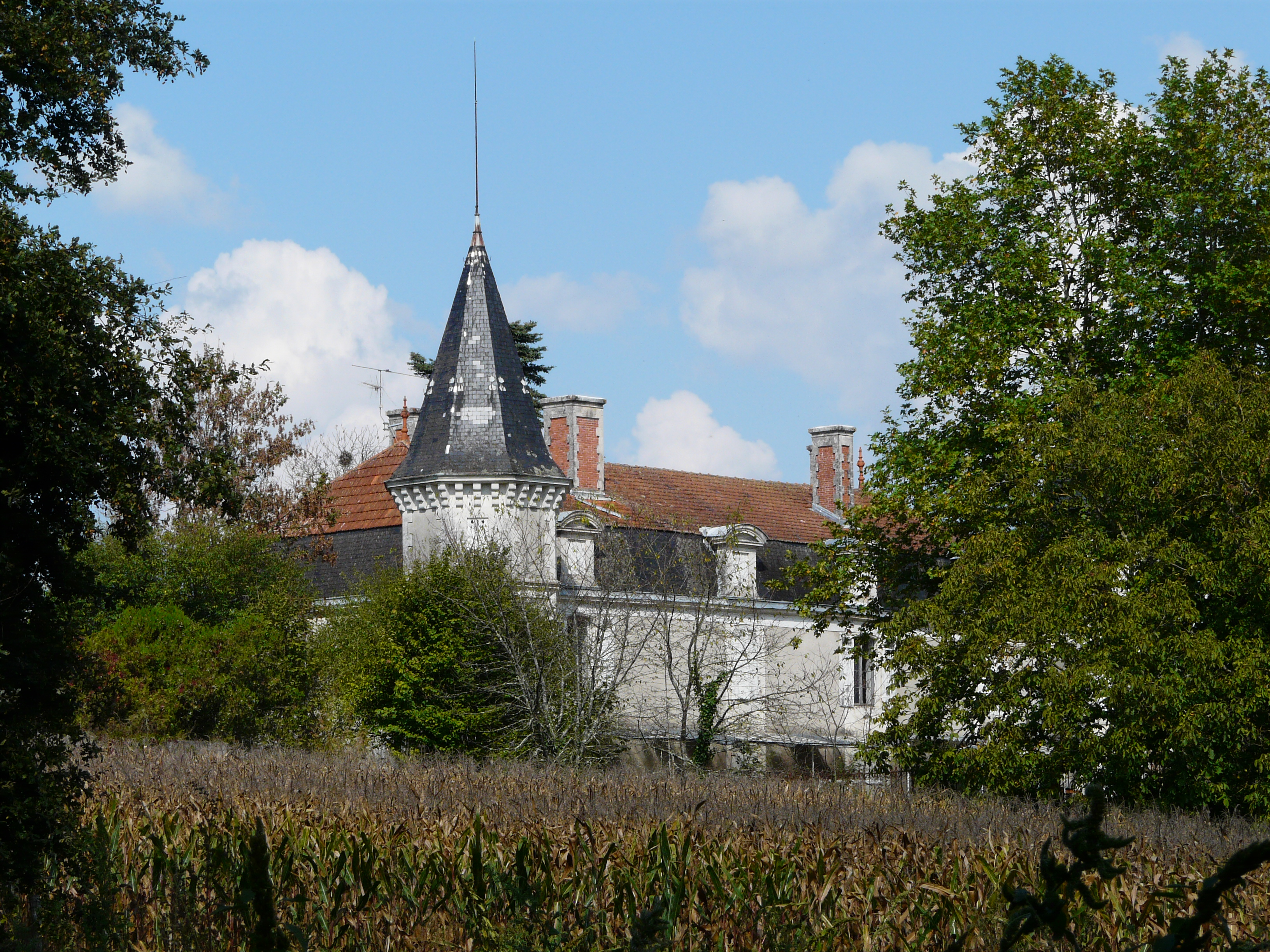
Le château vu depuis le sud.
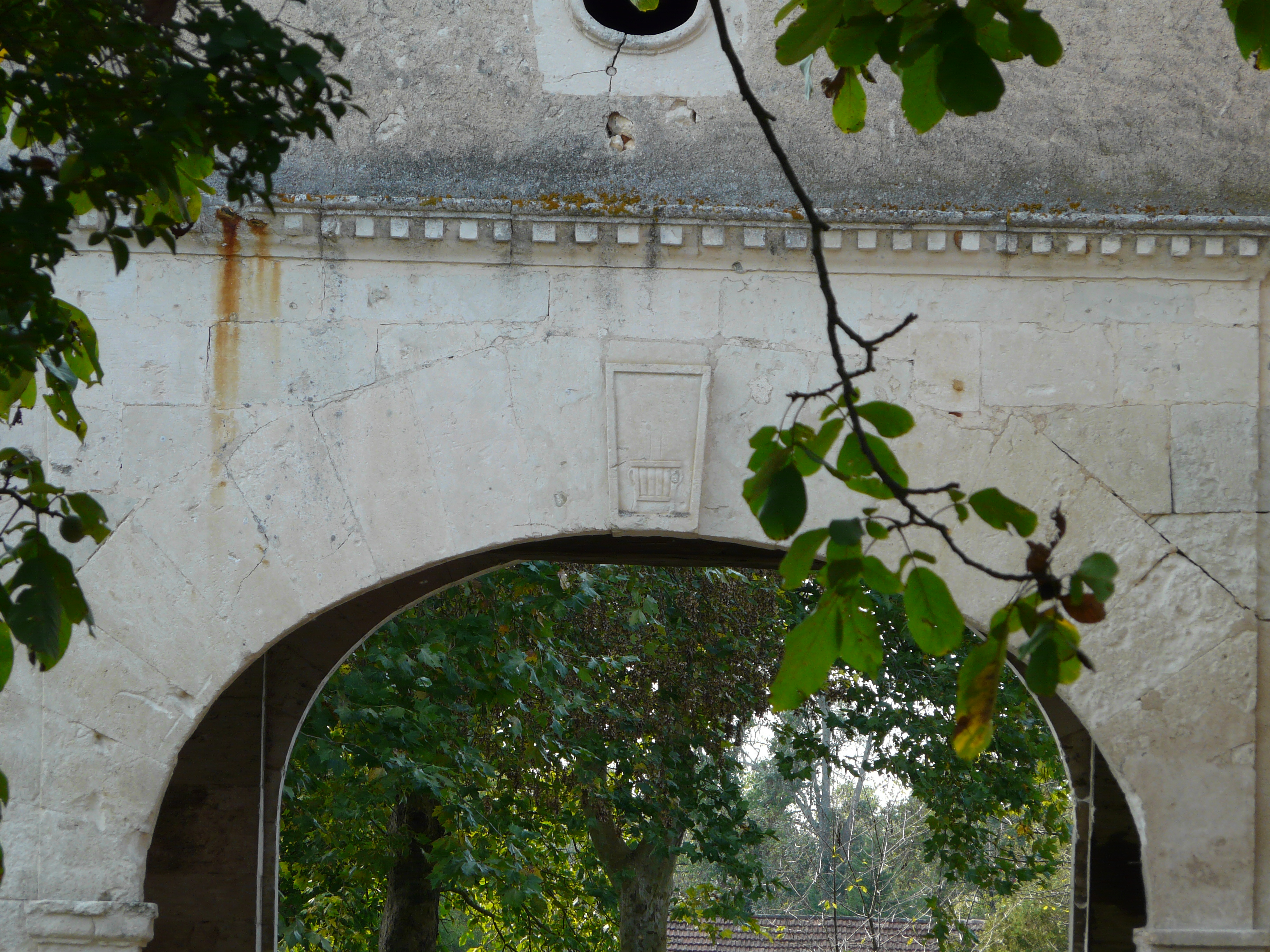
Le porche d'entrée.
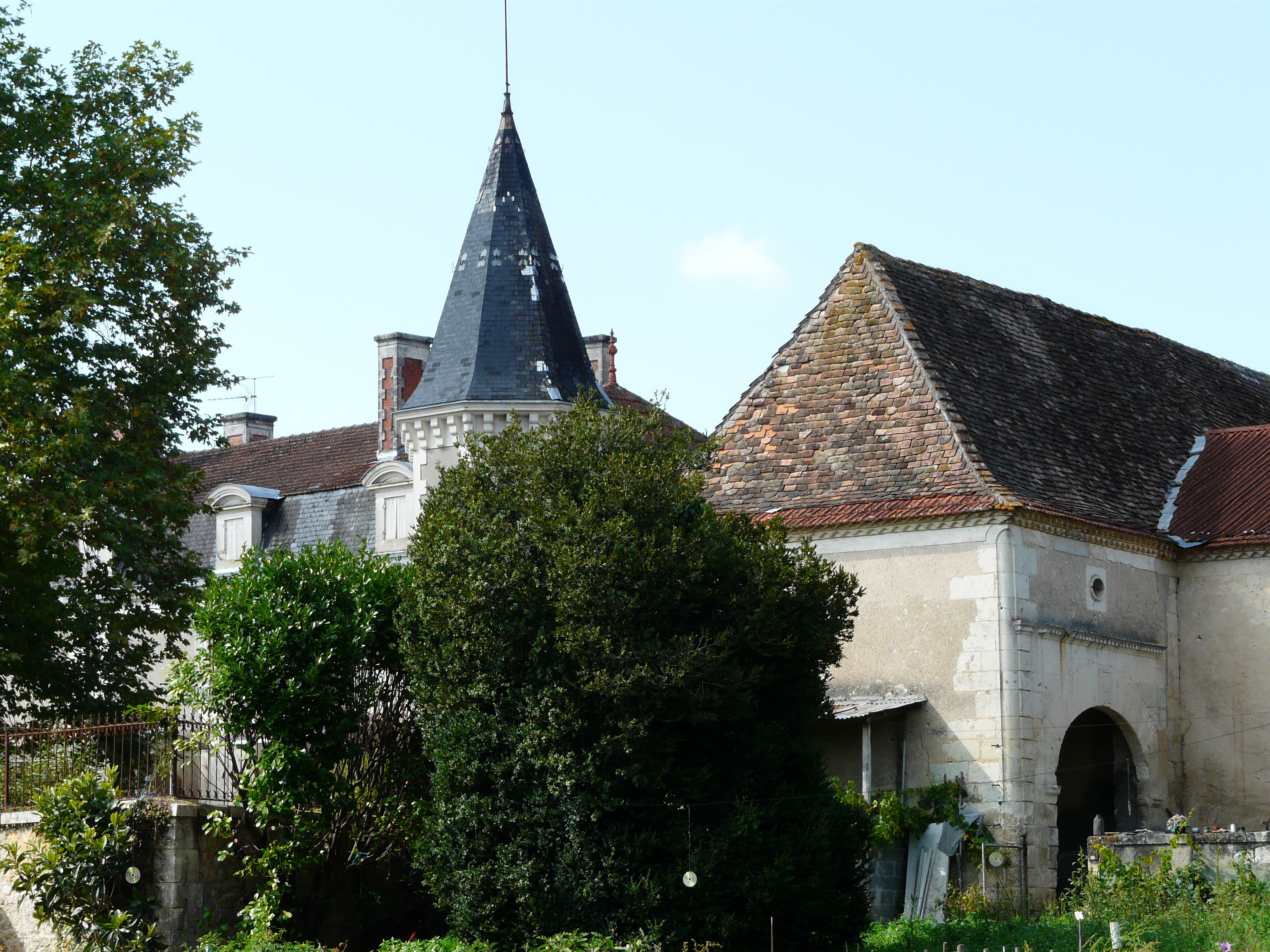
La tour est et le porche d'entrée.
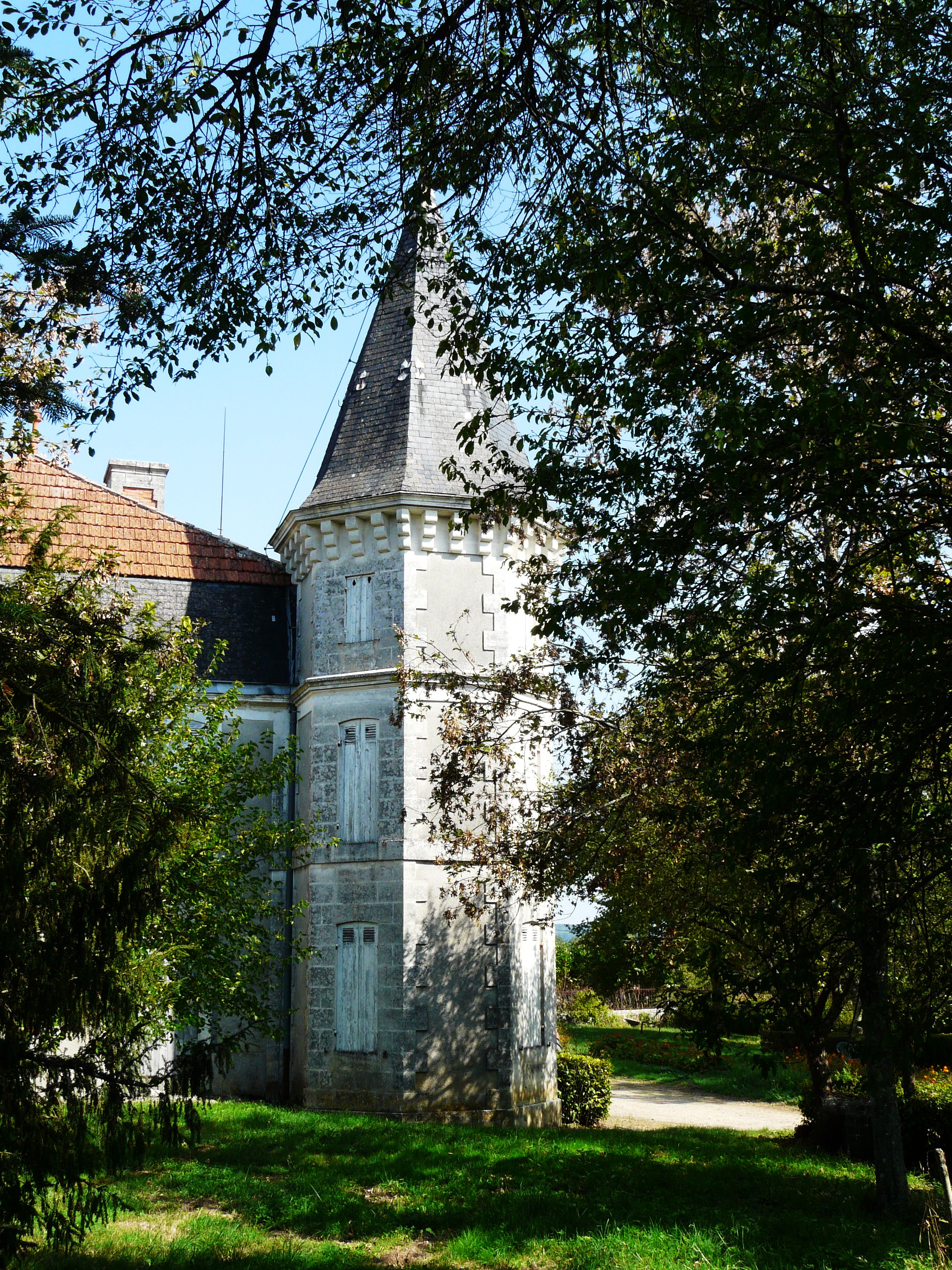
La tour sud.